# Chords of Life
Chords of Life is het zesde album van de Nederlandse zanger Jan Keizer.
Het album werd uitgebracht op 14 augustus 2009 en bevat Engels- Frans- en Spaanstalige nummers mede geschreven door zijn zoon Louis. Daarnaast heeft Paula Patricio een aantal teksten geschreven en goede vriend Jack Veerman tekende voor de muziek van All My Dreams. Samen met dochter Nelly zingt Jan enkele nummers.

## Tracklist
1. Go Your Own Way (met Nelly Keizer);
2. Longing For The Summer;
3. Follow The Taillights;
4. The Ladykiller (met Nelly Keizer);
5. Roseanne;
6. All My Dreams;
7. El Amor De Mi Vida;
8. Make Me Happy (met Nelly Keizer);
9. La Vie Est Belle;
10. Can't Live Without Your Love;
11. Only Love;
12. Chords Of Life.

## Hitnotering
| "Chords of Life" in de Nederlandse Album Top 100 - binnen: 22-08-2009 | "Chords of Life" in de Nederlandse Album Top 100 - binnen: 22-08-2009 | "Chords of Life" in de Nederlandse Album Top 100 - binnen: 22-08-2009 | "Chords of Life" in de Nederlandse Album Top 100 - binnen: 22-08-2009 | "Chords of Life" in de Nederlandse Album Top 100 - binnen: 22-08-2009 | "Chords of Life" in de Nederlandse Album Top 100 - binnen: 22-08-2009 |
| Week                                                                  | 01                                                                    | 02                                                                    | 03                                                                    | 04                                                                    |                                                                       |
| --------------------------------------------------------------------- | --------------------------------------------------------------------- | --------------------------------------------------------------------- | --------------------------------------------------------------------- | --------------------------------------------------------------------- | --------------------------------------------------------------------- |
| Nummer                                                                | 21                                                                    | 43                                                                    | 50                                                                    | 86                                                                    | uit                                                                   |